# Hottot-les-Bagues
Hottot-les-Bagues is een gemeente in het Franse departement Calvados (regio Normandië) en telt 471 inwoners (2005). De plaats maakt deel uit van het arrondissement Bayeux.

## Geografie
De oppervlakte van Hottot-les-Bagues bedraagt 8,5 km², de bevolkingsdichtheid is 55,4 inwoners per km².
De onderstaande kaart toont de ligging van Hottot-les-Bagues met de belangrijkste infrastructuur en aangrenzende gemeenten.

## Demografie
Onderstaande figuur toont het verloop van het inwonertal (bron: INSEE-tellingen).
Vanwege een beveiligingsprobleem met de MediaWiki Graph-software is het momenteel niet mogelijk deze grafiek weer te geven. Zodra de software is bijgewerkt zal de grafiek vanzelf weer zichtbaar worden.
1. ↑  Populations de référence 2022.